# Ateloglossa novaeangliae
Ateloglossa novaeangliae är en tvåvingeart som först beskrevs av West 1924.  Ateloglossa novaeangliae ingår i släktet Ateloglossa och familjen parasitflugor.
Artens utbredningsområde är Connecticut. Inga underarter finns listade.